# Indywidualne Mistrzostwa Polski w Zapasach 2002

## Mistrzostwa Polski w Zapasach2002

### Kobiety
10. Mistrzostwa Polski – 17–18 maja 2002, Gorlice

### Mężczyźni
- styl wolny

55. Mistrzostwa Polski – 17–19 maja 2002, Bieruń
- styl klasyczny

72. Mistrzostwa Polski – 10–12 maja 2002, Kartuzy

## Medaliści

### Kobiety
| Kategoria: | Złoto:                              | Srebro:                                  | Brąz:                                                                         |
| 48 kg      | Iwona Matkowska Agros Żary          | Kinga Kubicka Znicz Podzamcze Chęcińskie | Jolanta Lewandowska Włókniarz Łódź Katarzyna Zalewska Wissa Szczuczyn         |
| 51 kg      | Marta Wojtanowska Włókniarz Łódź    | Justyna Murgała Pojezierze Łęczna        | Wioletta Grabowska Szczyt Boguszów Barbara Krzywda Znicz Podzamcze Chęcińskie |
| 55 kg      | Katarzyna Górczyńska Suples Kraśnik | Sylwia Bileńska Dąb Brzeźnica            | Anna Dudek Pojezierze Łęczna Małgorzata Zonenberg Heros Witków                |
| 59 kg      | Monika Michalik Szczyt Boguszów     | Karolina Pastuchów Gwardia Warszawa      | Ewa Iwańska Gwardia Warszawa Monika Robakowska LKS Ceramik Krotoszyn          |
| 63 kg      | Małgorzata Bassa Gwardia Warszawa   | Emilia Drzewińska Agros Żary             | Emilia Podgórska Gwardia Warszawa Arletta Wałkuska Dąb Brzeźnica              |
| 67 kg      | Ewelina Pruszko Gwardia Warszawa    | Monika Maj Cement Gryf Chełm             | Katarzyna Jaworska Platan Borkowice Agnieszka Szymczak Włókniarz Łódź         |
| 72 kg      | Monika Kowalska Włókniarz Łódź      | Karolina Tobiasz Heros Witków            | Joanna Emilianowicz Włókniarz Łódź Lidia Kuta STS Skarżysko-Kamienna          |

### Mężczyźni

#### Styl wolny
| Kategoria: | Złoto:                                | Srebro:                            | Brąz:                                                                       |
| 55 kg      | Stanisław Surdyka Stal Rzeszów        | Paweł Knap GKS Górnik Łęczna       | Dawid Baran GKS Górnik Łęczna Sylwester Wojtak Włodawianka Włodawa          |
| 60 kg      | Tadeusz Kowalski Włodawianka Włodawa  | Łukasz Góral Włókniarz Łódź        | Piotr Krajewski Grunwald Poznań Michał Małkiewicz Włodawianka Włodawa       |
| 66 kg      | Lucjan Gralak AKS Białogard           | Mieczysław Chomicz Grunwald Poznań | Ryszard Leśniewski Włókniarz Łódź Maciej Miksa Piast Wola                   |
| 74 kg      | Krystian Brzozowski GKS Górnik Łęczna | Mariusz Dąbrowski ZKS Koszalin     | Michał Marcinkiewicz GKS Górnik Łęczna Piotr Mazurek Suples Kraśnik         |
| 84 kg      | Michał Jurecki AKS Białogard          | Jacek Buczko Piast Wola            | Przemysław Bielecki Włodawianka Włodawa Łukasz Dublinowski AKS Białogard    |
| 96 kg      | Maksymilian Witek GKS Górnik Łęczna   | Radosław Dublinowski AKS Białogard | Mateusz Gucman ZKS Górażdże Tomasz Janiszewski Gwardia Warszawa             |
| 120 kg     | Marek Garmulewicz Piast Wola          | Witold Biskup Piast Wola           | Radosław Jankowski LKS Ceramik Krotoszyn Dariusz Smagowski Gwardia Warszawa |

#### Styl klasyczny
| Kategoria: | Złoto:                                   | Srebro:                                | Brąz:                                                                       |
| 55 kg      | Dariusz Jabłoński Cement Gryf Chełm      | Paweł Kramarz Śląsk Wrocław            | Piotr Kneć Unia Racibórz Mariusz Łoś Agros Zamość                           |
| 60 kg      | Grzegorz Szyszka PTC Pabianice           | Lucjan Kwit Zagłębie Wałbrzych         | Sylwester Charzewski Cement Gryf Chełm Marcin Malinowski Legia Warszawa     |
| 66 kg      | Włodzimierz Zawadzki Legia Warszawa      | Jerzy Szeibinger Zagłębie Wałbrzych    | Piotr Leonarczyk Sobieski Poznań Maciej Szczepanik AKS Piotrków Trybunalski |
| 74 kg      | Michał Jaworski AKS Piotrków Trybunalski | Radosław Truszkowski Cement Gryf Chełm | Paweł Szustek Legia Warszawa Andrzej Tomaszewski Wisłoka Dębica             |
| 84 kg      | Bartłomiej Pryczkowski Cartusia Kartuzy  | Marek Szustek Legia Warszawa           | Tomasz Krzysztowski Cartusia Kartuzy Artur Michalkiewicz Śląsk Wrocław      |
| 96 kg      | Marek Sitnik Śląsk Wrocław               | Robert Wajszczuk Sobieski Poznań       | Sebastian Grzelczyk PTC Pabianice Paweł Nawojczyk Cement Gryf Chełm         |
| 120 kg     | Jacek Fafiński Legia Warszawa            | Paweł Lisek Orzeł Wierzbica            | Rafał Koszowski AKS Piotrków Trybunalski Marek Kraszewski Śląsk Wrocław     |